# Quechup
Quechup, im englischen wie Ketchup ausgesprochen, ist ein britischer sozialer Netzwerkdienst, der 2007 dafür bekannt wurde, automatisch Einladungen per E-Mail an alle Adressen der Adressbücher seiner Mitglieder verschickt zu haben, um sie auf Quechup aufmerksam zu machen und zu einem Besuch dieser Website anzuregen. Dieser Vorgang wurde als „Spamkampagne“ gewertet und verursachte eine Welle negativer Kommentare.

## Angaben zum Unternehmen
Eigenen Angaben zufolge betrug die Zuwachsrate 2008 bei 125 % und der Zugriff auf die Website soll sich laut Google Analytics um 500 % im Vergleich zum Vorjahr gesteigert haben.
Im Gegensatz zu den Jahren vorher sind Meldungen über Zuwachsraten für 2009 bislang ausgeblieben.

## Funktionen
Jeder Benutzer verfügt über eine Mitgliederseite, auf der er ohne Anmeldung kommt, dort sich vorstellen, spielen und Fotos oder Videos hochladen kann. Auf der Mitgliederseite können Besucher öffentlich sichtbare Nachrichten hinterlassen oder Notizen/Blogs veröffentlicht werden. Alternativ zu öffentlichen Nachrichten können sich Benutzer persönliche Nachrichten schicken oder chatten. Freunde können zu Gruppen und Events eingeladen werden. Durch eine Beobachtungsliste wird man über Neuigkeitenauf den Mitgliederseiten von Freunden informiert.

## Vorwurf des Adressbuchfischens
Die automatische Einladung an alle Adressen eines Adressbuches von Mitgliedern, die sich für diesen sozialen Netzwerkdienst registrieren ließen, waren aus zwei Gründen umstritten. Zum einen wurde nur das Einverständnis des Adressbuchbesitzers eingeholt, nicht aber das Einverständnis der Besitzer der darin enthaltenen E-Mail-Adressen. Zum anderen wurden Einladungen ausnahmslos an sämtliche Adressen eines Adressbuches geschickt.
Es folgte daraufhin eine Welle der Entrüstung und der Kritik, so dass das Mutterunternehmen iDate Corporation am 17. September 2007 sich zu folgender öffentlichen Erklärung veranlasst sah:

“Quechup was one of the first social networking sites to include such a feature back in 2005. With its growing popularity (social networks), expectations of what features a service should have and how they should work have emerged. Quechup's address check did not conform to what users now expect as the norm”

„Quechup war einer der ersten sozialen Netzwerksites, die ein solches Merkmal seit 2005 aufweisen. Mit zunehmender Popularität (sozialer Netzwerke) wuchsen auch die Erwartungen an einen solchen Dienst und wie alles funktioniert. Die Überprüfung der Adressen durch Quechup entsprachen nicht dem, was die Benutzer als Standard erwarteten.“

Der größte Teil der Kritik rückte die Irreführung der Benutzer in den Mittelpunkt, indem die wahren Absichten in den klein gedruckten allgemeinen Geschäftsbedingungen versteckt würden.und schlimmer noch keine Angaben in den Richtlinien zur Privatsphäre zu finden seien. In den Richtlinien stehe nur

“You agree that we may use personally identifiable information about you to improve our marketing and promotional efforts, to analyse site usage, improve our content and product offerings, and customize our Site's content, layout, and services.”

„Sie stimmen der Verwendung Ihrer persönlichen Angaben zu, damit wir unsere Verkaufs- und Werbestrategien überprüfen, die Verwendung unserer Site analysieren, unsere Inhalts- und Produktangebote überprüfen und an den Inhalt, den Layout und die Dienste unserer Site anpassen können“

In seinem Blog beschreibt Chris Hambly, dass der Registrierungsvorgang sehr zielstrebig ausgerichtet ist, so dass neue Benutzer denken, dass der Import seines Adressbuches notwendiger Teil des Registrierungsprozesses sei, sozusagen ein „Muss“, obwohl man es tatsächlich überspringen kann.
Weiter strich er hervor, dass jenem umstrittenen Schritt 2 des Registrierungsprozesses ein Erklärungstext in Normalschrift vorangestellt sei, der die Frage nach dem Verantwortungsgrad des Benutzers aufwirft, beschreibe er doch keineswegs die Folgen des Adressbuchimports in letzter Konsequenz. In solchen Fällen empfehle er die Aufforderung in jedem Falle aufmerksam durchzulesen. Schließlich gäbe es auch jenen Link, der besage, dass man kein Adressbuch habe.
In seiner öffentlichen Verlautbarung unterstrich iDate Corporation, dass der Adressbuchüberprüfer nur eine frei wählbare Möglichkeit für neue Mitglieder sei. Es bestehe keine Verpflichtung dazu, und entsprechende Links, diesen Schritt zu überspringen, seien ebenfalls vorhanden. Der Erklärungstext beschreibe hinreichend die Folgen und sein Verwendungszweck sei hinreichend im Fenster erfolgt. Sie seien sich sehr wohl bewusst, dass Internetbenutzer häufig das Lesen und Zustimmen zu langatmigen Geschäftsbedingungen bestätigen, ohne dies wirklich gemacht zu haben. Aus diesem Grund hätten sie absichtlich die Erklärung und die Geschäftsbedingungen direkt in diesem Registrierungsschritt platziert, um verwirrende Angaben zu vermeiden.
Gerade diese Anordnung ließ aber die Anzahl jener klickfreudigen Benutzer sprunghaft ansteigen, die ohne zu lesen den Bedingungen zustimmten.

### Folgen
Quechup reagierte umgehend, indem es seinen Dienst entsprechend änderte und seinen Benutzern versicherte, nicht als Schadsoftware zu handeln.
Quechup überarbeitete den Adressbuchüberprüfer innerhalb von wenigen Tagen, und überließen es ihren Mitgliedern die Entscheidung wer eine Einladung zu Quechup erhalten sollte, wenn überhaupt.
Ferner übernahm Quechup die Windows Live ID Delegated Authentication von Microsoft, um den Live- und Hotmail-Benutzern einen eingeschränkten Zugriff auf die Sicherheitsservern von Microsoft zu ermöglichen.
Des Weiteren wurde Quechup Mitglied von SenderCore, die weltweit größte Datenbank um E-Mail-Absender zu überprüfen.
Zudem vervollständigte Quechup alle Anforderungen, die Sender ID Framework von Microsoft zur E-Mail-Authentifizierung stellte, und verwendet SPF-Einträge.
Mit der Quechup-Affäre tauchten Anfragen nach einer offenen Authentifizierung durch ein OpenID-System wie z. B. BBAuth von Yahoo auf, die den Benutzer einen beschränkten Zugriff auf ihre eigenen Daten ermöglichen, ohne Passwörter direkt an eine Website zu schicken. Quechup übernahm stattdessen die Windows Live ID Delegated Authentication, ein OpenID-System für Windows-Live- und Hotmail-Benutzern.

## Gefälschte Einladungen
Als neueste Entwicklung warf der Technologiejournalist Robert X. Cringely die Frage nach der Möglichkeit auf, inwieweit Quechup gefälschte Einladungen zu Treffen an Mitglieder verschickt, um diese zum Beitritt des kostenpflichtigen Premiumdienstes zu bewegen. In seinem Artikel behauptet er, dass es nicht auszuschließen sei, dass jene gefälschten E-Mails im Umlauf von „skrupellosen Tochtergesellschaften von Quechup stammen, die den Auftrag dazu erhalten haben“.
Ende 2008 ließ Quechup verlautbaren, dass der Premiumdienst für Mitglieder dann kostenfrei sollte, wenn sie neue Mitglieder gewinnen. Die Premiummitgliedschaft ist aber in der Regel kostenpflichtig und kostet 35 £ im Jahr.